# 蓝风筝
《蓝风筝》是一部1993年中国大陆导演田壮壮拍摄的电影，由于影片涉及到中华人民共和国建国初期多次政治运动，而无法在中国大陆地区公映，同时田壮壮也因此片遭到8年的封禁。《蓝风筝》是中国第五代导演拍摄文革题材电影的典型影片。
影片在1993年的东京国际电影节和夏威夷国际电影节获得最佳影片。
参演的演员有吕丽萍、李雪健、濮存昕、郭宝昌、吕中、郭冬临、张丰毅、丁嘉丽、易天等。其中吕丽萍也因此片的出色表演获得了1993年的东京国际电影节的最佳女演员。

## 剧情
故事以一个居住在北京的小男孩铁头的眼光，讲述了他童年时期经历的中华人民共和国建国初期的政治运动。
从反右运动、大跃进到文化大革命，他的生活也发生了变化。最初他的父亲（濮存昕饰）被错误划为右派，在劳动改造的时候被大树砸死：之后父亲的好友—“叔叔”（李雪健饰）开始照顾铁头和母亲（吕丽萍饰）二人，又在三年困难时期中，因肝病而死；文革时期，母亲为铁头找了个继父（郭宝昌饰），却在红卫兵批斗时心臟病復發而死。

## 所获荣誉
- 夏威夷国际电影节，1993年
  - 最佳电影奖
- 东京国际电影节，1993年
  - 最佳电影奖
  - 最佳女演员- 吕丽萍
- 独立精神奖，1995年
  - 最佳外语片提名

## 评价
与其他反映文革的电影《霸王别姬》、《活着》等相比，《蓝风筝》更直接的反映了文革给人们带来的苦难，国家的政治运动高于人民的人权，电影导演田壮壮准确地反映了事实，而导演的八年封禁也是中国大陆导演最严厉的处罚。肖矛（《蓝风筝》编剧）认为本片表达了人道主义情怀。本片被认为是田壮壮的巅峰之作。